# 榜林村
榜林村是中華民國金門縣金寧鄉的一個村莊，南臨料羅灣，東與金湖鎮正義里相鄰，北與盤山村相連，西南為金城鎮珠沙里，西為金城鎮賢庵里，西北為金城鎮東門里、金城鎮北門里、金城鎮西門里，有榜林、東洲、下後垵、上後垵、後湖、昔果山六個居民點，人口約四千五百人。

## 歷史
明隆慶二年（1568年）始隸同安縣祥鳳里十九都，清道光十六年（1836年）設古湖保，民國四十二年（1953年）設金寧鄉，榜林、東洲、昔果山劃設榜林村，下後垵和上後垵劃歸金山鄉後垵村，後湖設後湖村，劃歸金山鄉，民國五十四年（1965年）9月將金山鄉劃入金城鎮，后垵村和后湖村合為垵湖村，民國六十四年（1975年）將垵湖村裁撤，下後垵、上後垵、後湖劃入榜林村。